# Chuadanga (zila)
Chuadanga is een district (zila) in de divisie Khulna van Bangladesh. Het district telt ongeveer 1,1 miljoen inwoners en heeft een oppervlakte van 1158 km². De hoofdstad is de stad Chuadanga.

## Bestuurlijk
Chuadanga is onderverdeeld in 4 upazila (subdistricten), 31 unions, 514 dorpen en 4 gemeenten.
Subdistricten: Chuadanga Sadar, Alamdanga, Damurhuda en Jibannagar